# Chvála Bohu
Chvála Bohu (v originále Grâce à Dieu) je francouzsko-belgický dramatický film z roku 2018, který režíroval François Ozon, podle vlastního scénáře. Snímek měl světovou premiéru 10. prosince 2018.

## Děj
Čtyřicátník Alexandre Guérin žije v Lyonu. Manžel milující ženy a otec pěti dětí je praktikujícím katolíkem, stejně jako celá rodina. Jednoho dne, po rozhovoru se svým bývalým skautským kamarádem, si vzpomene na sexuální zneužívání, kdy se jako dítě stal obětí pedofilního katolického kněze, otce Bernarda Preynata. Činy jsou už promlčené, ale Alexandre, kterého tíží bolestivé vzpomínky, se rozhodne zahájit pátrání. Vstoupí do kontaktu s arcibiskupskou psycholožkou Régine Maire. Jejím prostřednictvím má schůzku s kardinálem Philippem Barbarinem, lyonským arcibiskupem. Zjistí, že i přes upozornění několika rodičů církev celou záležitost ututlala. Régine Maire organizuje krátkou konfrontaci mezi Alexandrem a otcem Preynatem. Přes četné Alexandrovy dopisy církevní úřady otálejí. Během mše si navíc Alexandre všimne, že otec Preynat, který zůstává v úřadu, je stále v kontaktu s dětmi.
Alexandre nedokáže najít další oběti, které by souhlasily se svědectvím. Rozhodne se proto podat stížnost sám. Kapitán Courteau hledá oběti, u kterých ještě neuplynula promlčecí lhůta. Tak se seznámí s Françoisem, nyní ateistou. Ten se rozhodne svědčit a za tímto účelem vytvoří sdružení La Parole Libérée. Přidají se k němu i další oběti.
Kardinál Philippe Barbarin, vystaven rostoucímu tlaku a nabádán Régine Maire, aby jednal, uspořádá tiskovou konferenci. Zde pronese, že činy jsou "díky Bohu promlčené". Tato nešťastná formulace přítomné šokuje. Sdružení podá obžalobu na otce Preynata, který se k činům přizná. Alexander zpochybňuje svou křesťanskou víru.

## Obsazení
| Melvil Poupaud      | Alexandre Guérin                 |
| Denis Ménochet      | François Debord                  |
| Swann Arlaud        | Emmanuel Thomassin               |
| Éric Caravaca       | Gilles Perret                    |
| Bernard Verley      | kněz Bernard Preynat             |
| François Marthouret | kardinál Philippe Barbarin       |
| Martine Erhel       | Régine Maire                     |
| Josiane Balasko     | Irène, Emmanuelova matka         |
| Hélène Vincent      | Odile Debord, Françoisova matka  |
| François Chattot    | Pierre Debord, Françoisův otec   |
| Frédéric Pierrot    | kapitán Courteau                 |
| Aurélia Petit       | Marie Guérin, Alexandrova matka  |
| Julie Duclos        | Aline Debord, Françoisova žena   |
| Jeanne Rosa         | Dominique Perret, Gillesova žena |
| Amélie Daure        | Jennifer, Emmanuelova žena       |
| Pierre Lottin       | Didier                           |
| Fejria Deliba       | Françoisův advokát               |
| Nicolas Bridet      | Olivier Itaque                   |
| Baya Rehaz          | Emmanuelův advokát               |
| Stéphane Brel       | Louis Debord, Françoisův bratr   |
| Pauline Ziade       | Sylvie Debord                    |
| Martine Schambacher | Suzanne Cremer                   |
| Serge Flamenbaum    | Maxime Frillon                   |
| Christian Sinniger  | Emmanuelův otec                  |
| Damien Jouillerot   | Étienne, pekař                   |
| Xavier de Guillebon | Fred                             |

## Ocenění
- Berlínský mezinárodní filmový festival: Velká cena poroty
- Masque et la Plume: Cena posluchačů
- César: nejlepší herec ve vedlejší roli (Swann Arlaud); nominace v kategoriích nejlepší film, nejlepší režie (François Ozon), nejlepší herec (Melvil Poupaud), nejlepší herec ve vedlejší roli (Denis Ménochet), nejlepší herečka ve vedlejší roli (Josiane Balasko), nejlepší původní scénář (François Ozon), nejlepší střih (Laure Gardette)
- Lumières: nominace v kategoriích nejlepší film, nejlepší scénář (François Ozon), nejlepší herec (Swann Arlaud), nejlepší filmová hudba (Evgueni Galperine a Sacha Galperine), nejlepší kamera (Manuel Dacosse)